# Enedena
Enedena là một chi bướm đêm thuộc họ Erebidae.